# 실로암 (조지아주)

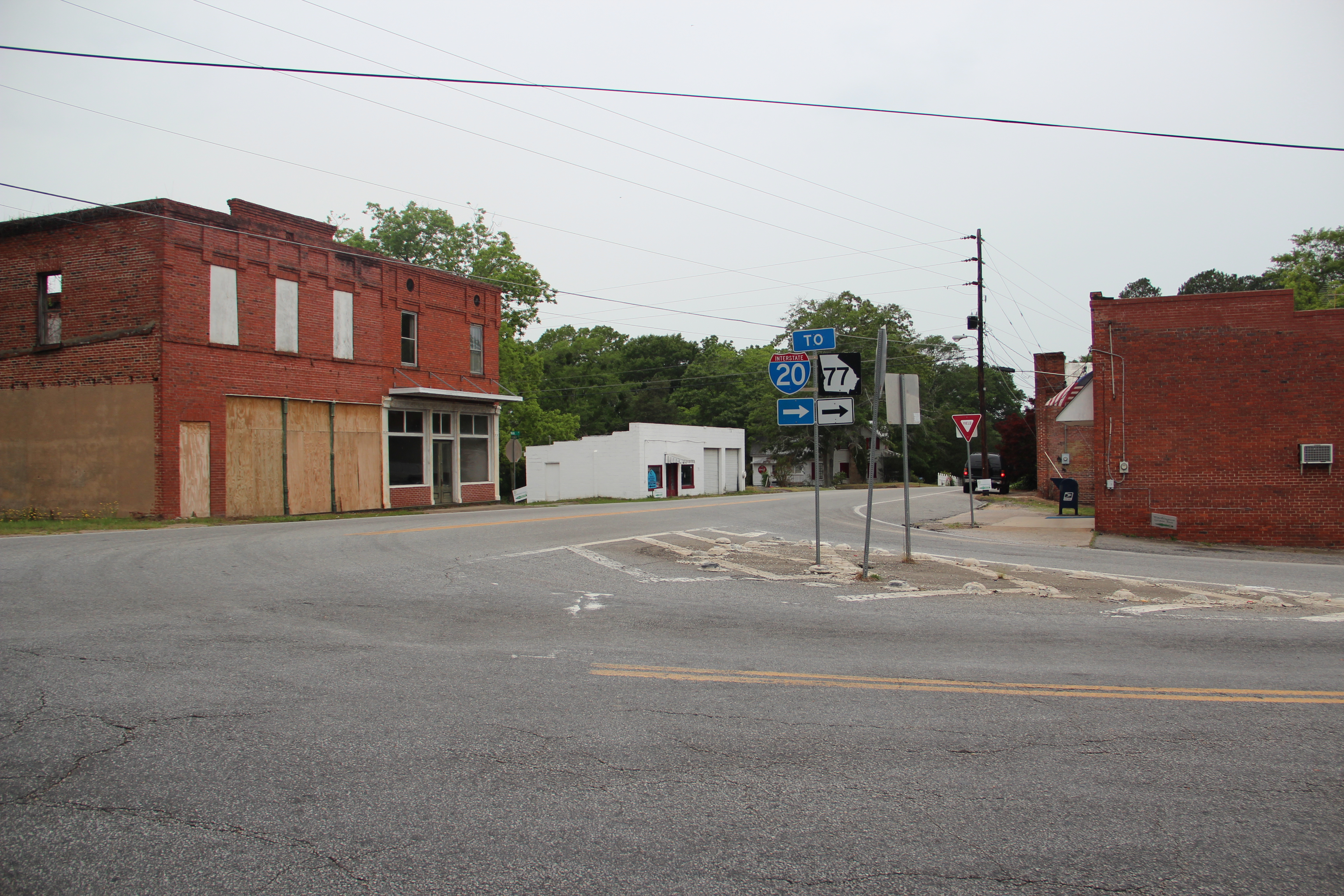
다운타운 실로암

위치

실로암(Siloam)은 미국 조지아주 그린군의 도시이다. 이 지역의 인구 수는 2010년 인구 조사에 따르면 282명으로, 2000년 331명에서 하락하였다.

## 역사
실로암의 원래 지명은 Smyrna이다. 1840년대에 이르러 현재의 이름으로 정착되었다. 실로암이라는 이름의 우체국은 1871년 건립되었다. 현재의 이름은 히브리어 성경에 언급된 지명인 고대 실로암 터널의 이름을 따서 지어진 것이다.

## 인구
| 인구조사              | 인구 | Note  | %±     |
| --------------------- | ---- | ----- | ------ |
| 1920년                | 243  |       | —      |
| 1930년                | 269  |       | 10.7%  |
| 1940년                | 318  |       | 18.2%  |
| 1950년                | 324  |       | 1.9%   |
| 1960년                | 321  |       | −0.9%  |
| 1970년                | 319  |       | −0.6%  |
| 1980년                | 446  |       | 39.8%  |
| 1990년                | 329  |       | −26.2% |
| 2000년                | 331  |       | 0.6%   |
| 2010년                | 282  |       | −14.8% |
| 2019 (추산)           | 277  | [ 5 ] | −1.8%  |
| U.S. Decennial Census |      |       |        |